# Aliona Adashinskaya
Aliona Nikoláyevna Adashinskaya –en ruso, Алёна Николаевна Адашинская– (28 de abril de 1986) es una deportista rusa que compitió en lucha libre. Ganó una medalla de bronce en el Campeonato Mundial de Lucha de 2006.

## Palmarés internacional
| Campeonato Mundial | Campeonato Mundial | Campeonato Mundial | Campeonato Mundial |
| Año                | Lugar              | Medalla            | Categoría          |
| ------------------ | ------------------ | ------------------ | ------------------ |
| 2006               | Cantón (China)     | Medalla de bronce  | 51 kg              |